# اینگه مورات
اینگه مورات (انگلیسی: Inge Morath؛ ۲۷ مهٔ ۱۹۲۳ – ۳۰ ژانویهٔ ۲۰۰۲) یک عکاس اهل اتریش بود.